# Bitwa koło Wysp Kokosowych
Bitwa koło Wysp Kokosowych - bitwa morska, która odbyła się 9 listopada 1914 roku podczas I wojny światowej w okolicy Wysp Kokosowych znajdujących się w  północno-wschodniej części Oceanu Indyjskiego.
Niemiecki lekki krążownik SMS „Emden” zaatakował brytyjską stację radiową obsługującą podmorski kabel, ale został po kilku godzinach przechwycony przez australijski lekki krążownik HMAS „Sydney”. Doszło do starcia. 
Choć oba okręty należały do zbliżonej klasy, HMAS „Sydney” był nowszy, dużo większy, szybszy i o wiele lepiej uzbrojony. Okręt australijski dzięki większej prędkości utrzymywał się poza zasięgiem dział niemieckich, odnosząc tylko lekkie uszkodzenia i w przeciągu półtorej godziny zamieniając okręt niemiecki w zdruzgotany wrak, osadzony przez załogę na mieliźnie.
Bitwa koło Wysp Kokosowych była pierwszą bitwą morską stoczoną przez Royal Australian Navy.